# Opius speciosus
Opius speciosus är en stekelart som beskrevs av Fischer 1959. Opius speciosus ingår i släktet Opius och familjen bracksteklar. Inga underarter finns listade i Catalogue of Life.